# 加納久通
加納 久通（かのう ひさみち）は、江戸時代中期の大名。初代八田藩主。江戸幕府8代将軍徳川吉宗の紀州藩時代からの側近。通称は孫市、角兵衛。官途名は近江守、遠江守。一宮藩加納家初代。紀州藩士から幕臣となり、御側御用取次から西ノ丸若年寄まで出世した。

## 生涯

### 紀州藩士時代
延宝元年（1673年）、紀州和歌山城下で紀州藩士加納政直の子として生まれる。子は久武（長男）、久英（次男）。親族である加納久政の養子となり、貞享5年（1688年）には200石の家督知行を継承した。幼少の頃から松平頼方（後の徳川吉宗）に仕える。頼方が紀州藩主に就任すると、同じく側近の有馬氏倫とともに同藩の改革を支え、知行1,000石を与えられた。

### 幕臣時代
享保元年（1716年）、吉宗が江戸幕府8代将軍に就任すると、有馬らとともに江戸城へ移り、御側御用取次となって将軍と老中の間を取り持ち、享保の改革を補佐する。有馬氏倫がどちらかといえば気の強い性格でしばしばトラブルを起こしたのに対し、久通は穏やかで慎み深い性格であり、良いコンビであったという。当初の知行は紀州藩時代と同じ1,000石であった。実質的に将軍の秘書長として改革を進めたため権勢も大きく、改革の助言者である室鳩巣は「両人の勢盛んにして君辺の柄をとられ候故、老中などいづれも彼に媚び申さるる事目覚ましく候」と書いている。
将軍吉宗の信頼が厚く、所領も加増を続けた。享保元年に伊勢国内に1,000石を与えられたのを皮切りに、下総にも所領を与えられ、享保11年（1726年）には上野にも8,000石を与えられ、合わせて1万石となり、大名に列する（伊勢東阿倉川に陣屋を置く）。以後も吉宗の信頼は篤く、延享2年（1745年）、吉宗が嫡子家重に将軍職を譲って大御所となり江戸城西ノ丸に移ると、これに従って西ノ丸若年寄となり、没するまで吉宗に仕え続けた（この昇進事例は裏方であった御側用人・御側御用取次から幕府の表の役職である若年寄に昇進した初めてのケースであり、以後は将軍側近の御側御用人・御側御用取次から若年寄・老中へ昇進するルートが開かれた）。
寛延元年（1748年）、死去。享年76。谷中墓地に葬られた。養嗣子の加納久堅（実兄加納政信の五男）が家督を継いだ。

## 系譜
父母
- 加納政直（実父）
- 加納久政（養父）

子女
- 加納久武（長男）
- 加納久英

養子
- 加納久堅 - 加納政信の五男

## 加納久通が登場する作品

### テレビドラマ
- 『八代将軍吉宗』（1995年、NHK） - 演：小林稔侍
- 『大岡越前』（1998年、TBS） - 演：大林丈史
- 『大奥』（2023年、NHKドラマ10） - 演：貫地谷しほり※男女逆転設定

### 映画
- 『大奥〈男女逆転〉』（2010年、松竹ほか） - 演：和久井映見※男女逆転設定

### 漫画
- よしながふみ『大奥』（白泉社）※男女逆転設定

### 関連作品
- 暴れん坊将軍（1978年 - 2003年、2004年、2008年、2025年、テレビ朝日 / 東映）
第1・第2シリーズで有島一郎、2008年のスペシャル版で伊東四朗、2025年のスペシャル版で小野武彦が演じた加納五郎左衛門は、久通がモデルだとされている。